# Episkopí (Eurytanie)
Pour les articles homonymes, voir Episkopí.
Episkopí, en grec moderne : Επισκοπή, est un village du dème d'Ágrafa, dans le district régional d'Eurytanie en Grèce-Centrale.
Selon le recensement de 2011, la population du dème compte 25 habitants.